# William Kraft (componist)
William Kraft (Chicago, 6 september 1923 – Glendale (Californië), 12 februari 2022) was een Amerikaanse componist, muziekpedagoog, dirigent en slagwerker van Oekraïense afkomst. Zijn vader Louis Albert Kashereffskij was op elfjarige leeftijd naar Chicago geëmigreerd en veranderde zijn achternaam. Ook zijn moeder Florence Rogalsky was op zestienjarige leeftijd geëmigreerd vanuit Oekraïne.

## Levensloop

### Jeugd, opleiding en oorlogsperiode
Alhoewel in Chicago geboren verhuisde hij met zijn ouders in 1927 naar San Diego. Later vertrokken zij via San Francisco in de buurt van Los Angeles. William groeide hij op in Santa Barbara. Hij studeerde eerst aan de San Diego State University in San Diego. Hij studeerde privé bij Murray Spivack in Los Angeles slagwerk (drumstel). Omdat toen de Tweede Wereldoorlog was begonnen ging hij terug naar San Diego. Hij werd lid als pianist en slagwerker van de United States Air Force Band in Kingman. Verder werkte hij als arrangeur en leerde ook andere blaasinstrumenten, vooral de trombone, te bespelen. Na 18 maand werd hij gestationeerd in Roswell en daar begon hij voor een radiostation te arrangeren, maar ving ook aan te dirigeren. Aan het einde van de oorlog werd hij met zijn militaire muziekkapel in Europa gestationeerd. Hij was zes maanden in Frankrijk en na de oorlog in Duitsland, waar hij vooral in dansorkesten speelde. Hij raakte bekend met een andere muzikant, die studeert had bij Paul Hindemith. Hij werd attent op deze voor hem tot toen volledig onbekende componist en op eigentijdse composities. Naar het luisteren van een uitvoering van Maurice Ravels suite uit Daphnis et Chloé was hij bezield en had dit werk vervolgens altijd in gedachten in zijn "achterhoofd". Na zijn terugkomst naar San Diego ging hij op zoek naar een compositieleraar, maar kreeg het advies naar Europa terug te gaan en bij de bekende Franse lerares Nadia Boulanger te studeren. Maar hij ging naar New York met de bedoeling slagwerk aan de Juilliard School of Music te studeren. 

### Studie en eerste ervaring in New York
Zijn studie slagwerk begon hij echter privé bij Morris Goldenberg, die hem adviseerde aan de bekende Columbia-universiteit te studeren, om een goede en uitgebreide opleiding te krijgen. Van 1947 tot 1951 studeerde hij daar bij Jack Beeson en Henry Cowell (compositie), bij Henry Brandt (orkestratie) en pauken bij Saul Goodman.  In 1951 behaalde hij zijn Bachelor of Music met cum laude. Hij studeerde ook orkestdirectie bij Rudolph Thomas en Fritz Zweig. Hij behaalde zijn Master of Music in 1954 eveneens aan de Columbia-universiteit. Gedurende zijn studie in New York was hij eveneens bezig als muzikant en werkte in deze tijd met menige bekende muzikanten en dirigenten van toen en speelde bijvoorbeeld als slagwerker ook bij het orkest van de Metropolitan Opera mee. Verder was hij dirigent van het toneelstuk Ondine van Virgil Thomson aan het 46th Street Theatre aan de Broadway.

### Carrière in Los Angeles
In 1954 werd hij slagwerker van het Dallas Symphony Orchestra. Na 1 seizoen daar vertrok hij naar Los Angeles en werd slagwerker (paukenist) van het Los Angeles Philharmonic Orchestra. Daarnaast arrangeerde en componeerde hij werken voor filmmaatschappijen. Verder richtte hij het Los Angeles Percussion Ensemble. Dit ensemble verzorgde later de premières van bepaalde werken van componisten zoals Lou Harrison, Ernst Křenek, Igor Stravinsky en Edgard Varèse. Hij zelf als muzikant werkte mee bij de Amerikaanse premières van werken van Karlheinz Stockhausen en Pierre Boulez. In 1955 werd hij 1e paukenist van zijn Los Angeles Philharmonic Orchestra en bleef verdere 18 jaar in deze functie. 
Kraft bleef ook bezig als componist en in 1965 ging zijn Slagwerk concert (Percussion Concerto) in première. Met deze première verbeterde hij ook zijn reputatie als componist en dirigent. Gedurende de dirigentschap van Zubin Mehta als chef-dirigent van het Los Angeles Philharmonic Orchestra werd hij zijn assistent als dirigent. In 1981 werd hij zelf huiscomponist van het orkest en bleef in deze functie tot 1985. Kraft was medeinitiatiefnemer voor de "Philharmonic’s New Music Group".
Als docent voor compositie was hij verbonden aan de Universiteit van Californië - Santa Barbara. In 2002 ging hij met pensioen.  Als componist ontving hij meerdere prijzen en onderscheidingen, zoals twee keer de Kennedy Center Friedheim Awards (1984 en 1990) en een opname in de "Hall of Fame" van de Percussive Arts Society. 
Kraft overleed op 12 februari 2022 in een ziekenhuis in Glendale (Californië) aan hartfalen. Hij werd 98 jaar oud.

## Composities

### Werken voor orkest
- 1958 A Simple Introduction to the Orchestra, voor orkest
- 1967 Contextures: Riots - Decade '60
- 1976 The Dream Tunnel, voor spreker en orkest - tekst: Barbara Kraft
- 1984 Interplay, voor orkest
- 1986 rev.1987 Of Ceremonies, Pageants and Celebrations
- 1988 A Kennedy Portrait (Contextures III), voor spreker en orkest
- 1989 A Vintage Renaissance, voor orkest
- 1990 Fanfare Vintage '90-91
- 1993 Gossamer Glances
- 1995 Symphony of Sorrows
- 1999 In Memoriam Toru Takemitsu, voor althobo, harp, slagwerk en strijkorkest
- Quips and Quotes: A Sacrilegious Homage

#### Concerten voor instrumenten en orkest
- 1964 Concert, voor vier slagwerk solisten en orkest
- 1972-1973 Concert, voor piano en orkest
- 1977 rev.1979 Concert, voor tuba met drie kamergroepen en orkest (gereviseerde versie van "Andirivieni")
- 1982 Double Play, voor viool, piano en kamerorkest
- 1983 Concert, voor pauken en orkest
- 1988 Veils and Variations, voor hoorn en orkest
- 2002 Concert, voor althobo en orkest
- 2005 rev.2006 Concerto nr. 2 "The Grand Encounter", voor pauken en orkest
- Concerto Grosso
- Three Miniatures, voor slagwerk en orkest

### Werken voor harmonieorkest
- 1969 Games: Collage I, voor twee koperensembles (8 hoorns, 6 trompetten, 6 trombones, 2 tuba's) en slagwerkensemble (4 slagwerkers)
- 1980 Dialogues and Entertainments, voor sopraan en harmonieorkest
- 1986 rev.1996 The Wrath of Other Winds, voor harmonieorkest
- 1995 Concert, voor vier slagwerk solisten en harmonieorkest
- Vintage Renaissance and Beyond, versie voor harmonieorkest

### Muziektheater

#### Opera
| Voltooid in | titel      | aktes       | première | libretto |
| ----------- | ---------- | ----------- | -------- | -------- |
| 2002-2008   | Red Azalea | 2 bedrijven |          |          |

### Vocale muziek

#### Cantate
- The Innocents (The Witch Trial at Salem), cantate

#### Werken voor koor
- 1991 Songs of Flowers, Bells and Death (Contextures IV), voor gemengd koor en slagwerkensemble
- 1986 Contextures II: The Final Beast, voor sopraan, tenor, jongenskoor, oude muziek groep en groot orkest - ook in een versie voor kamerensemble

#### Liederen
- 1963 Silent Boughs, voor sopraan en strijkorkest
- 1979 The Sublime and the Beautiful, voor tenor en kamerorkest
- 1987-1991 Settings from Pierrot Lunaire, voor sopraan en kamerensemble
- 1994 Settings from Pierrot Lunaire, voor sopraan en orkest

### Kamermuziek
- 1963 Six Pieces for Trio, voor viool, cello en piano
- 1966 Double Trio, voor piano, tuba en slagwerk (1e groep) en geprepareerd piano, elektrische gitaar en slagwerk (2e groep)
- 1969 Fanfare 1969, voor acht trompetten
- 1971 Colorations, grafische partituur voor variabele instrumentatie
- 1971 Encounters III Duel, voor slagwerk en trompet
- 1972 Encounters IV Duel, voor slagwerk en trombone
- 1972-1974 In Memoriam Igor Stravinsky, voor viool en piano
- 1975 Encounters V: In the Morning of the Winter Sea (Homage to Scriabin), voor slagwerk en cello
- 1981 Kandinsky Variations, voor variabele instrumentatie
- 1982 Encounters IX, voor slagwerk en altsaxofoon
- 1983 Gallery '83, voor zes instrumenten
- 1985 Gallery 4-5, voor klarinet, viool, altviool, cello en piano
- 1985 Melange, voor zes instrumenten
- 1987 Episodes, voor viool en piano
- 1987 Fanfare LA Festival '87, voor acht trompetten, vier hoorns, vier trombones en pauken
- 1987 Quartet for the Love of Time, voor klarinet, viool, cello en piano
- 1988 Suite from "Cascando", voor dwarsfluit, klarinet, viool, cello en piano
- 1992 Cadeau, voor dwarsfluit en piano
- 1992 Encounters X Duologue, voor marimba en viool
- 1996 Brazen, voor koperblazers, pauken en orgel
- 1998 Encounters XI: The Demise of Suriyodhaya, voor slagwerk en althobo
- 2003 Encounters XII: The Gabrielic Foray, voor slagwerk en harp
- 2005 Vintage Renaissance and Beyond, versie voor dwarsfluit, klarinet, piano, viool, altviool en cello
- 2008 Encounters XV, voor slagwerk en gitaar
- Cadenze, voor viool, altviool, dwarsfluit, hobo, klarinet, hoorn en fagot
- Encounters XIII, concertino voor slagwerk en blaaskwintet
- Encounters XIV (Concerto a Tre), voor viool, slagwerk en piano
- Mobiles, voor 2 dwarsfluiten, 2 piccolo's, hobo, althobo, fagot, 2 klarinetten, 2 basklarinetten, viool en cello
- Weavings, voor strijkkwartet en slagwerk

### Werken voor piano
- 1975 Requiescat: Let the Bells Mourn for Us for We Are Remiss, voor "Fender Rhodes" elektrisch piano
- 1977 Translucences
- Theme and Waltz

### Werken voor gitaar
- 1990 Incantation, voor gitaar
- Me and Mr. Stenner

### Werken voor slagwerk
- 1962 French Suite
- 1966 Configurations Concerto, voor vier slagwerk solisten en jazzorkest
- 1967 Corrente II
- 1974 Des Imagistes, voor 2 sprekers en 6 slagwerkers
- 1975 Encounters I: Soliloquy, voor slagwerk en bandrecorder
- 1976 Encounters VI, concertino voor Rototoms en slagwerkkwartet
- 1977 Encounters VII: Blessed are the Peacemakers, for they shall be called the Children of God, voor 2 slagwerkers
- 1981 A Trifle for Timothy
- 1991 English Suite - multiple percussion solos in seven parts
- 1995 Encounters VIII: Divinations, voor slagwerk solo
- 2-4-1, voor slagwerk solo
- Da-Dit

### Elektroakoestische muziek
- Sky's the Limit, voor computer en cd

### Filmmuziek
- 1974 Kirlian Force
- 1978 Avalanche
- Bill
- Fire and Ice Suite
- Permutations
- The Chisholms
- The Elephants: The Last Day in Eden
- The Homeric Hymn to Demeter